# Hofmark Aham

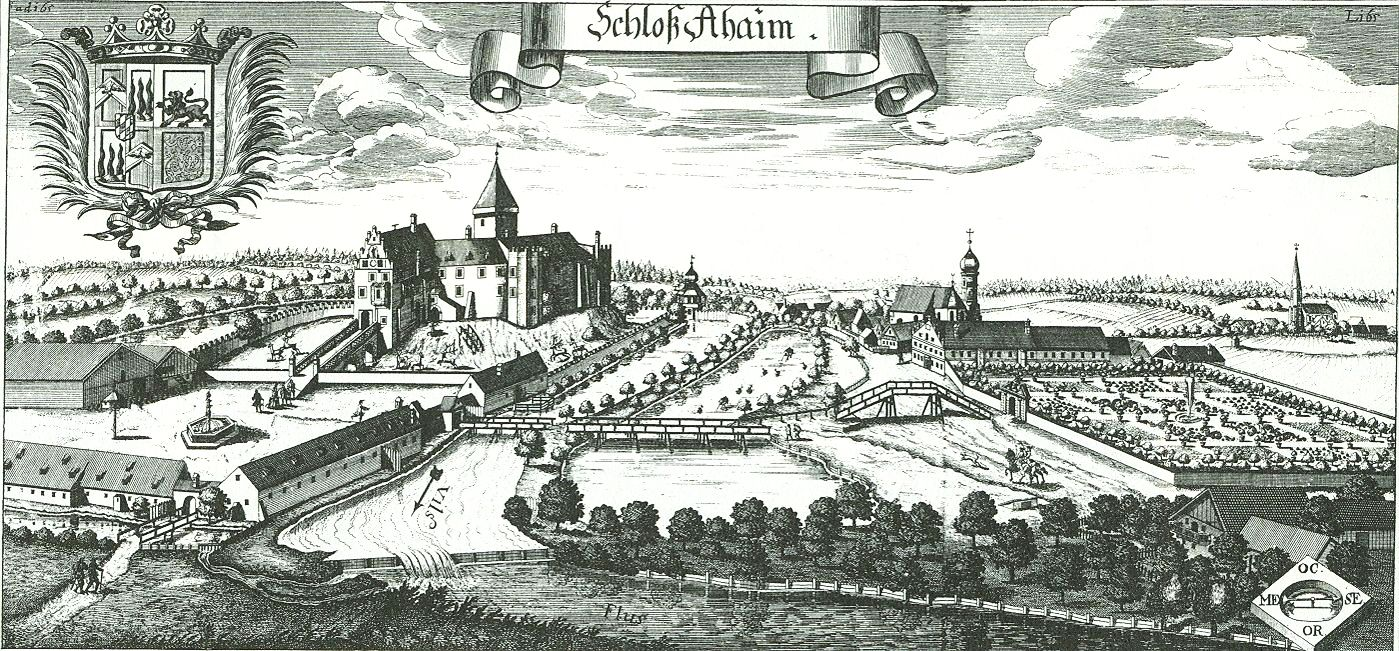
Schloss Aham (Stich von Michael Wening, 1721)

Die Hofmark Aham war eine geschlossene Hofmark mit Sitz auf Schloss Aham in Aham, einer Gemeinde im oberbayerischen Landkreis Landshut.
Maria Anna Josepha Susanna von Maxlrain († 22. Dezember 1756) heiratete Ferdinand Freiherr von Lerchenfeld († 13. Juli 1776) und so kam Aham an die Freiherrn von Lerchenfeld.
Am 8. Oktober 1817 verkaufte Josef Freiherr von Lerchenfeld die Hofmark Aham an die Kurfürstin Maria Leopoldine von Österreich-Este. Danach ging die Hofmark in den Besitz des Ritters von Mayer über. Im Jahr 1833 wurde die Hofmark Aham vom ehemaligen Minister Maximilian Joseph Graf von Montgelas erworben. Dieser wurde nach seinem Tod 1838 in der Gruft der Schlosskapelle beigesetzt.